# 에바 캐시디
에바 마리 캐시디(Eva Marie Cassidy, 1963년 2월 2일 ~ 1996년 11월 2일)는 미국의 가수, 기타리스트였다.
재즈, 블루스, 포크, 가스펠에 능한 것으로 유명하며, 1992년 고고(go-go) 음악의 창시자 척 브라운과 함께 제작한 첫 번째 음반 《The Other Side》를 발표하였다. 이어서 1996년 솔로 라이브 음반인 《Live at Blues Alley》를 발표했으나, 생전에 그녀의 음반은 워싱턴 지역에서만 판매됐을 정도의 마이너 음반으로 전국적으로 큰 주목을 받지는 못했다. 같은 해 11월 흑색종 암으로 33세의 나이에 요절하였다.
4년 후 BBC 라디오 2의 아침 프로그램인 《Wake Up To Wogan》에 그녀가 생전에 불렀던 〈오버 더 레인보우〉가 삽입되었는데, 이 때 영국 청취자들의 많은 관심을 받았다. 이후 압도적인 반응을 보이며 그녀가 워싱턴의 블루스 앨리에서 〈오버 더 레인보우〉를 부르는 것을 캠코더로 녹화한 것이 BBC Two의 《탑 오브 더 팝스 2》(Top of the Pops 2)에 방영되기도 하였고, 얼마 후 그녀가 생전에 불렀던 노래들을 모아 만든 컴필레이션 음반 《Songbird》가 출시되었는데 영국 음반 차트 상위권에 랭크되었으며, 천만 장 이상이 판매되었다. 그녀의 음악은 영국과 아일랜드는 물론 전 세계적으로 인정받았고, 오스트레일리아, 독일, 스웨덴, 노르웨이, 스위스 음반 차트 상위 10위 안에 들기도 하였다.

## 생애

### 생애 초기
에바 캐시디는 아버지 휴 캐시디와 어머니 바바라 캐시디 사이에서 4남매 중 셋째로 1963년 2월 2일 워싱턴 병원에서 태어났다. 워싱턴 근교의 옥슨 힐에서 자랐고, 그녀의 가족은 9살 때 메릴랜드주 보위로 이사를 하였다. 그녀의 아버지 휴 캐시디는 전직 교사이자 조각가, 음악가 그리고 파워리프팅 세계 챔피언이기도 하였고, 그녀의 어머니는 원예가였다. 이른 나이부터 에바 캐시디는 음악에 흥미를 느꼈으며, 그녀가 9살 되던 해에 아버지로부터 기타를 배웠다.
11살부터 그녀는 워싱턴 지역의 밴드인 이지 스트리트(Easy Street)에서 기타를 연주했다. 이 밴드는 결혼식 축가, 기업 파티 그리고 펍 등에서 연주를 하였는데, 대중들 앞에서 수줍음을 많이 탔던 에바는 늘 힘겹게 공연을 해야했다. 보위 고등학교에 입학하고 그녀는 지역 밴드인 스톤헨지(Stonehenge)에서 보컬을 맡기도 하였고, 1983년 여름에는 놀이공원에서 남동생 댄 캐시디와 함께 주 6회 기타 연주를 하며 노래를 부르기도 하였다. 고등학교 졸업 후 프린스 조지스 커뮤니티 칼리지에 입학하여 미술을 전공하였지만, 도움이 되지 않는다 판단하고 자퇴하였다.

### 사망
1993년 에바 캐시디는 그녀의 허리에 난 악성 점을 지우는 수술을 받았다. 3년 후 《Live at Blues Alley》가 발매되고, 사다리에 올라가서 뮤럴 벽화를 그리고 있던 그녀는 엉덩이에 통증을 느꼈다. 통증은 한동안 계속되었으며, 엑스선 촬영 결과 이미 그녀의 폐와 뼈에 흑색종이 퍼져있다는 사실을 알게된다. 의사는 앞으로 3개월에서 5개월밖에 살 수 없다는 진단을 내리고, 그녀는 적극적 치료를 받기로 했다. 그해 가을 베이유(Bayou)라는 클럽에서 자선 행사를 가지며 청중들과 친구들 그리고 가족들 앞에서 〈What a Wonderful World〉를 부른다. 이것이 그녀의 마지막 무대였으며, 이후 추가적으로 항암화학요법을 받기는 하였지만, 효과를 보지 못하였으며 6주 후 사망하였다.
에바 캐시디는 1996년 11월 2일 메릴랜드주 보위의 고향집에서 33세의 나이로 사망하였고, 유골은 그녀의 유언대로 화장하여 메릴랜드주 캘러웨이 인근의 세인트 메리 강 유역에 뿌려졌다.

## 음반 목록

### 앨범
| 제목                    | 출시 연도 | 레이블                | 비고                                                                             |
| ----------------------- | --------- | --------------------- | -------------------------------------------------------------------------------- |
| 《The Other Side》      | 1992년    | 리에종                | 척 브라운과 공동 작업.                                                           |
| 《Live at Blues Alley》 | 1997년    | 블릭스 스트리트       | 1996년 에바 뮤직에서 직접, 최초로 출시한 라이브 음반.                            |
| 《Eva by Heart》        | 1997년    | 블릭스 스트리트 / Hot | 리에종 레코드에서 최초 출시. 에바 캐시디의 미공개 솔로 스튜디오 음반. 사후 출시. |
| 《Songbird》            | 1998년    | 블릭스 스트리트 / Hot | 컴필레이션 음반. 영국 음반 차트 1위, 미국 (팝 카탈로그) 1위.                     |
| 《Time After Time》     | 2000년    | 블릭스 스트리트 / Hot |                                                                                  |
| 《Imagine》             | 2000년    | 블릭스 스트리트 / Hot | 영국 음반 차트 1위.                                                              |
| 《American Tune》       | 2003년    | 블릭스 스트리트 / Hot | 영국 음반 차트 1위.                                                              |
| 《Wonderful World》     | 2004년    | 블릭스 스트리트 / Hot | 컴필레이션 음반.                                                                 |
| 《Somewhere》           | 2008년    | 블릭스 스트리트 / Hot | 영국 음반 차트 4위.                                                              |
| 《Simply Eva》          | 2011년    | 블릭스 스트리트       | 영국 음반 차트 4위.                                                              |

### 싱글
| 제목                       | 출시 연도 | 레이블     | 비고                                                           |
| -------------------------- | --------- | ---------- | -------------------------------------------------------------- |
| 〈Over the Rainbow〉       | 2001년    |            | 영국 음반 차트 42위 - 2001년 4월부터 8월까지 순위 차트에 등장. |
| 〈Take My Breath Away〉    | 2003년    |            | 영국 음반 차트 54위.                                           |
| 〈What a Wonderful World〉 | 2007년    | 드라마티코 | 케이티 멜루아와 공동 작업. 영국 음반 차트 1위.                 |
| 〈Songbird〉               | 2009년    |            | 영국 음반 차트 56위.                                           |

## 주해
1. ↑  블루스 앨리(Blues Alley)는 1965년 개업한 재즈 클럽으로 워싱턴 D.C.의 조지타운 근처의 위스콘신 로(路)에 위치해 있다. 에바 캐시디는 낮에는 정원사로 일하고 밤에는 이곳에서 공연을 하였다.